# چرم‌خوران سفلی
چرم‌خوران سفلی یکی از روستاهای استان آذربایجان شرقی است که در دهستان عباس غربی بخش تیکمه‌داش شهرستان بستان‌آباد واقع شده‌است. 

## امکانات
دارای مدرسه ابتدایی (و قبلاً راهنمایی هم بوده) و دو مسجد نیز می‌باشد. مدرسه همت که وجه تسمیه آن بخاطر همت و کوشش اهالی در ساخت آن است، الان مرکز مجتمع می‌باشد. بیشتر اهالی به کرج (محمدشهر) و بعضی هم به تهران-شهرری-قلعه‌گبری کوچ کرده‌اند. و برخی هم به چابهار جهت کار.

## لغت
```
بسیاری از افراد نام این روستا را اشتباه معنی می کنند معنی درست این روستا وطن زیبا (گوزل یورد) است.
```